# Yizhousaurus sunae
Yizhousaurus sunae es la única especie conocida del género extinto Yizhousaurus de dinosaurio saurisquio sauropodiforme basal cuyos restos se han encontrado en lo que ahora es la Formación Lufeng, en la provincia de Yunnan en el China durante el Jurásico Inferior. Al ser identificado de un esqueleto casi completo y exquisitamente preservado, constituye el saurópodo basal más completo que se conozca con un cráneo intacto. Aunque su nombre fue dado a conocer en un resumen de 2010 de la Geological Society of America realizado por Sankar Chatterjee, T. Wang, S.G. Pan, Z. Dong, X.C. Wu y Paul Upchurch, no contó con una descripción y denominación que fuera válida hasta 2018. La especie tipo es Yizhousaurus sunae.

Comparación de tamaño con un humano.

El holotipo fue descubierto en 2002 y fue excavado entre el 20 de octubre y el 23 de noviembre. Consta de un cráneo y una mandíbula inferior casi completos, 31 vértebras, 9 cervicales, 14 dorsales, 3 sacras y 5 caudales, cinturas escapular y pélvica, la mayoría de ambos miembros anteriores y ambos muslos. El holotipo fue mencionado informalmente en un resumen de la Sociedad Geológica de América de 2010 por S. Chatterjee, T. Wang, S. G. Pan , Z. Dong , X. C. Wu y P. Upchurch Finalmente fue nombrado y descrito en 2018.